# 6110 Казак
6110 Казак (6110 Kazak) — астероїд головного поясу, відкритий 4 липня 1978 року.
Тіссеранів параметр щодо Юпітера — 3,653.
Астероїд названий на честь Ю. І. Казака, хірурга Бахчисарайської лікарні.